# Ronald Pohle

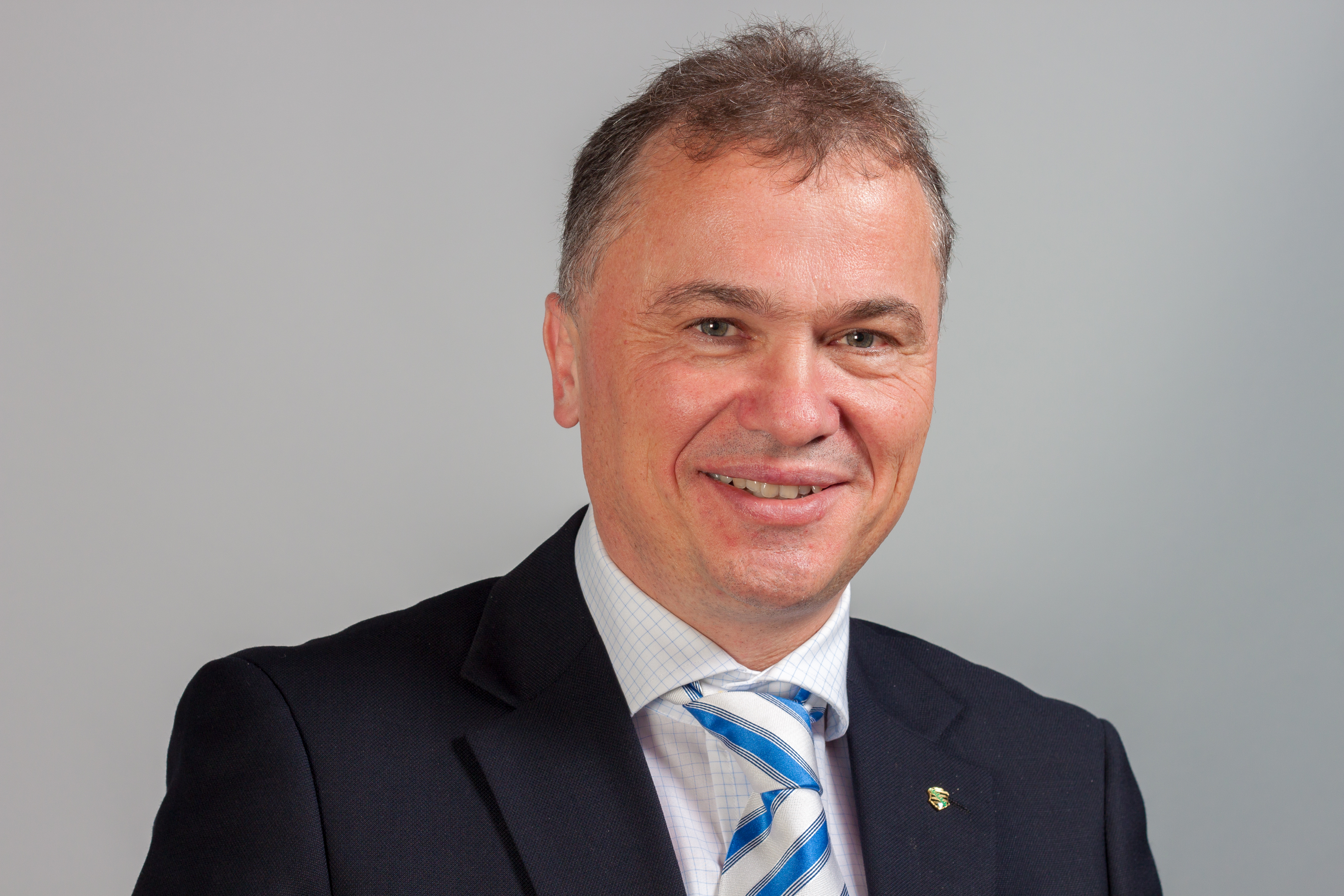
Ronald Pohle (2013)

Ronald Pohle (* 22. Mai 1960 in Leipzig) ist ein deutscher Politiker (CDU). Seit September 2009 ist er Abgeordneter des Sächsischen Landtags.

## Leben und Politik
Ronald Pohle ist von Beruf Heizungsinstallateur. Im Jahr 1994 übernahm er den Familienbetrieb Bautec und ist seitdem selbständiger Bauelementehändler. Für den Zeitraum seines Landtagsmandats hat er die Geschäftsführung an dem Unternehmen per Prokura abgegeben.
2003 wurde Ronald Pohle Mitglied der CDU. Seit 2004 ist er Vorsitzender des Ortsverbandes der CDU Leipzig Ost. 2009 gelang ihm erstmals der Einzug in den Sächsischen Landtag. 2014, 2019 und 2024 gelang ihm der Wiedereinzug. Ronald Pohle war Mitglied der Ausschüsse Haushalt und Finanzen sowie Inneres und Sport. Im Letzteren war er Vorsitzender. Von 2014 bis 2023 war Ronald Pohle eines von fünf Mitgliedern des Parlamentarischen Kontrollgremiums, das im Auftrag des Landtages die polizeilichen Maßnahmen bei der akustischen Wohnungsüberwachung und beim sonstigen Einsatz besonderer polizeilicher Mittel kontrolliert. Ab 2022 war er Vorsitzender der Parlamentarischen Kontrollkommission. Darüber hinaus war Pohle Beauftragter für Vertriebene und Spätaussiedler sowie Beauftragter für die Bundeswehr der CDU-Landtagsfraktion.
Pohle versteht sich als Wirtschaftspolitiker. Von 2012 bis 2024 war er Mitglied der Vollversammlung und 2016 bis 2021 Mitglied des Vorstandes der Handwerkskammer zu Leipzig. 2012 wurde er zum Vorsitzenden des Kreisverbandes Leipzig der Mittelstands- und Wirtschaftsunion der CDU gewählt. Er wirkte maßgeblich am sächsischen Vergabegesetz mit und setzt sich seitdem dafür ein, dass dieses schlank, verständlich und handhabbar ausgestaltet bleibt. Zudem war er seit 2010 Mitglied der Enquete-Kommission „Strategien für eine zukunftsorientierte Technologie- und Innovationspolitik im Freistaat Sachsen“, die mit der Herausgabe ihres Abschlussberichtes 2013 ihre Arbeit beendete.